# Stefan Nowakowski

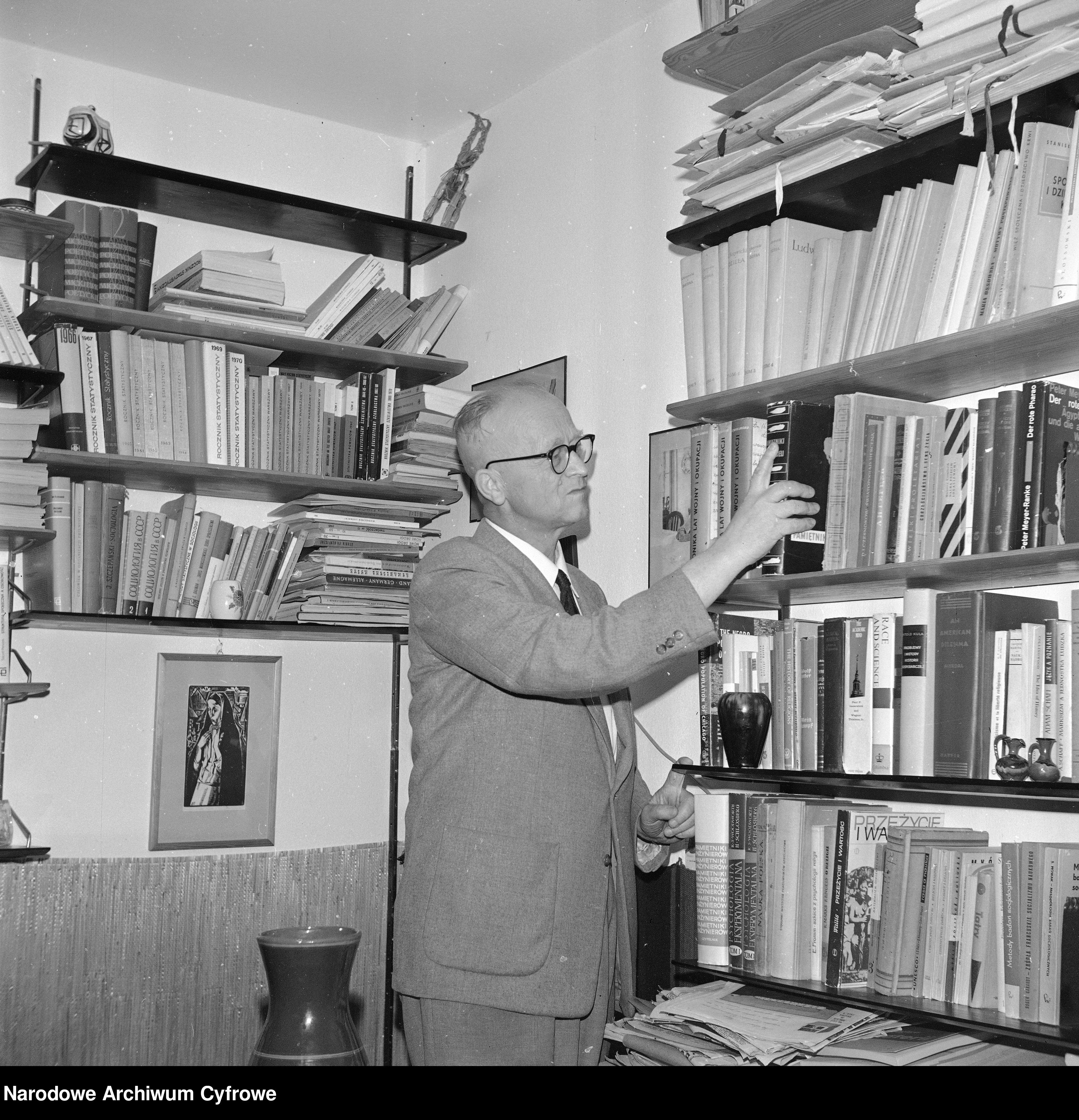
Stefan Nowakowski w swoim mieszkaniu w Warszawie

Stefan Nowakowski (ur. 6 sierpnia 1912 w Kobyłce, zm. 25 stycznia 1989 w Warszawie) – polski socjolog, pracownik naukowy Uniwersytetu Warszawskiego, członek rzeczywisty Polskiej Akademii Nauk, badacz socjologii miasta.

## Życiorys
W 1932 ukończył gimnazjum miejskie nr 4 w Warszawie, w 1936 studia prawnicze na Uniwersytecie Warszawskim. W latach 1937–1939 studiował socjologię na Wydziale Humanistycznym UW, równocześnie pracując jako starszy asystent w Polskim Instytucie Socjologicznym. W czasie II wojny światowej uczestniczył w tajnym nauczaniu oraz pracach badawczych Polskiego Instytutu Socjologicznego. W 1945 pracował krótko na Uniwersytecie Łódzkim jako asystent w Katedrze Socjologii Ogólnej. W grudniu 1945 rozpoczął pracę na Wydziale Humanistycznym Uniwersytetu Warszawskiego, do 1950 jako starszy asystent w Katedrze Teorii Kultury. W 1947 doktoryzował się na podstawie pracy Mieszczaństwo polskie na przełomie XVIII i XIX wieku napisanej pod kierunkiem Jana Stanisława Bystronia. W latach 1950–1952 kierował Katedrą Techniki Społecznej Badań Terenowych, w 1951 habilitował się na podstawie pracy pt. Przemiany społeczne ludności autochtonicznej na Śląsku Opolskim, następnie pracował jako docent, a po likwidacji katedry, w latach 1952–1957 w Zakładzie Materializmu Historycznego kierowanym przez Juliana Hochfelda. 
W latach 1957–1964 był kierownikiem Katedry Socjografii na Wydziale Filozoficznym UW, w 1960 mianowany profesorem nadzwyczajnym, w latach 1964–1968 kierował Katedrą Socjologii Szczegółowej na macierzystym wydziale. W 1968 otrzymał tytuł profesora zwyczajnego. Po powstaniu w 1968 Instytutu Socjologii UW, kierował w nim w latach 1968–1982 Zakładem Socjologii Wsi i Miast. W 1982 przeszedł na emeryturę.
Równocześnie od 1960 pracował w Instytucie Filozofii i Socjologii PAN, początkowo w Zakładzie Teorii Kultury i Przemian Społecznych, w latach 1961–1969 jako kierownik Zakładu Socjologii Miasta, w latach 1968–1980 był przewodniczącym Rady Naukowej IFiS PAN.
Od 1971 był członkiem korespondentem, od 1986 członkiem rzeczywistym Polskiej Akademii Nauk, w latach 1969–1981 pełnił funkcję zastępcy przewodniczącego, w latach 1981–1984 przewodniczącego, w latach 1984–1989 honorowego przewodniczącego Komitetu Nauk Socjologicznych PAN. Od 1957 był członkiem redakcji Przeglądu Socjologicznego, w latach 1967–1967 redaktorem naczelnym pisma Studia Socjologiczne, w latach 1961–1966 redaktorem naczelnym pisma Polish Sociological Bulletin. W latach 1959–1962 był sekretarzem, w latach 1962–1963 wiceprezesem Polskiego Towarzystwa Socjologicznego, w latach 1977–1982 wiceprezesem, w latach 1982–1989 prezesem Polskiego Towarzystwa Przyjaciół Pamiętnikarstwa.
Od 1952 był mężem Sary Hurwic (Ireny Nowakowskiej).
Zmarł w Warszawie, pochowany na cmentarzu Komunalnym Północnym w Warszawie (kwatera E-XVII-1-2-6).

## Publikacje
- Z badań nad polską ludnością wiejską na ziemiach wschodnich. Zeszyt 1, Wieś Nowa Dąbrowa (Wołyń, pow. kowelski) (1939)
- Adaptacja ludności na Śląsku Opolskim (1957)
- Przeobrażenia społeczne wsi opolskiej (1960)
- Socjologiczne problemy miasta polskiego. Studia (1964) – redakcja
- Narodziny miasta (1967)
- Procesy urbanizacyjne w powojennej Polsce (1967) – redakcja
- Warszawa. Socjologiczne problemy stolicy i aglomeracji (1969) – redakcja naukowa
- Jaka jesteś Warszawo? (1972) – przewodniczący komitetu redakcyjnego
- Przemiany miejskich społeczności lokalnych w Polsce. Materiały z II ogólnopolskiej konferencji socjologów miasta 30 XI–1 XII 1972 (1974) – redakcja naukowa
- Planowanie społecznego rozwoju miast i społeczności terytorialnych a badania socjologiczne (1980) – redakcja (z Włodzimierzem Mirowskim)
- Miasto polskie w okresie powojennym (1988)
- Sylwetki polskich socjologów (1992)

## Ordery i odznaczenia
- Krzyż Oficerski Orderu Odrodzenia Polski (1982)
- Krzyż Kawalerski Orderu Odrodzenia Polski (1973)
- Medal 10-lecia Polski Ludowej (19 stycznia 1955)[2]